# Ритуал (фильм, 1969)
«Ритуал» (швед. Riten) — телевизионный фильм Ингмара Бергмана 1969 года.

## Сюжет
Странная история о трёх странствующих артистах-невротиках, вызванных на допрос по поводу провокационной сцены из их спектакля. Попутно выясняются некоторые подробности их личной жизни, а также жизни следователя, полные неизъяснимых страданий и страхов.

## В ролях
- Ингрид Тулин — Теа
- Гуннар Бьёрнстранд — Ханс Винкельман
- Андерс Эк — Себастьян Фишер
- Эрик Хелл — судья Абрахамсон
- Ингмар Бергман — священник